# Myzia pullata
Myzia pullata är en skalbaggsart som först beskrevs av Thomas Say 1826.  Myzia pullata ingår i släktet Myzia och familjen nyckelpigor. Inga underarter finns listade i Catalogue of Life.